# Aqueduc de Padre Tembleque
Pour les articles homonymes, voir Tembleque (homonymie).
L'aqueduc de Padre Tembleque (en espagnol : Acueducto del Padre Tembleque) est un aqueduc construit au XVIe siècle de Zempoala (en) dans l'État d'Hidalgo à Otumba dans l'État de Mexico, au Mexique.
Construit de 1553 à 1570, il a une longueur de 45 kilomètres.